# Myofibroblast

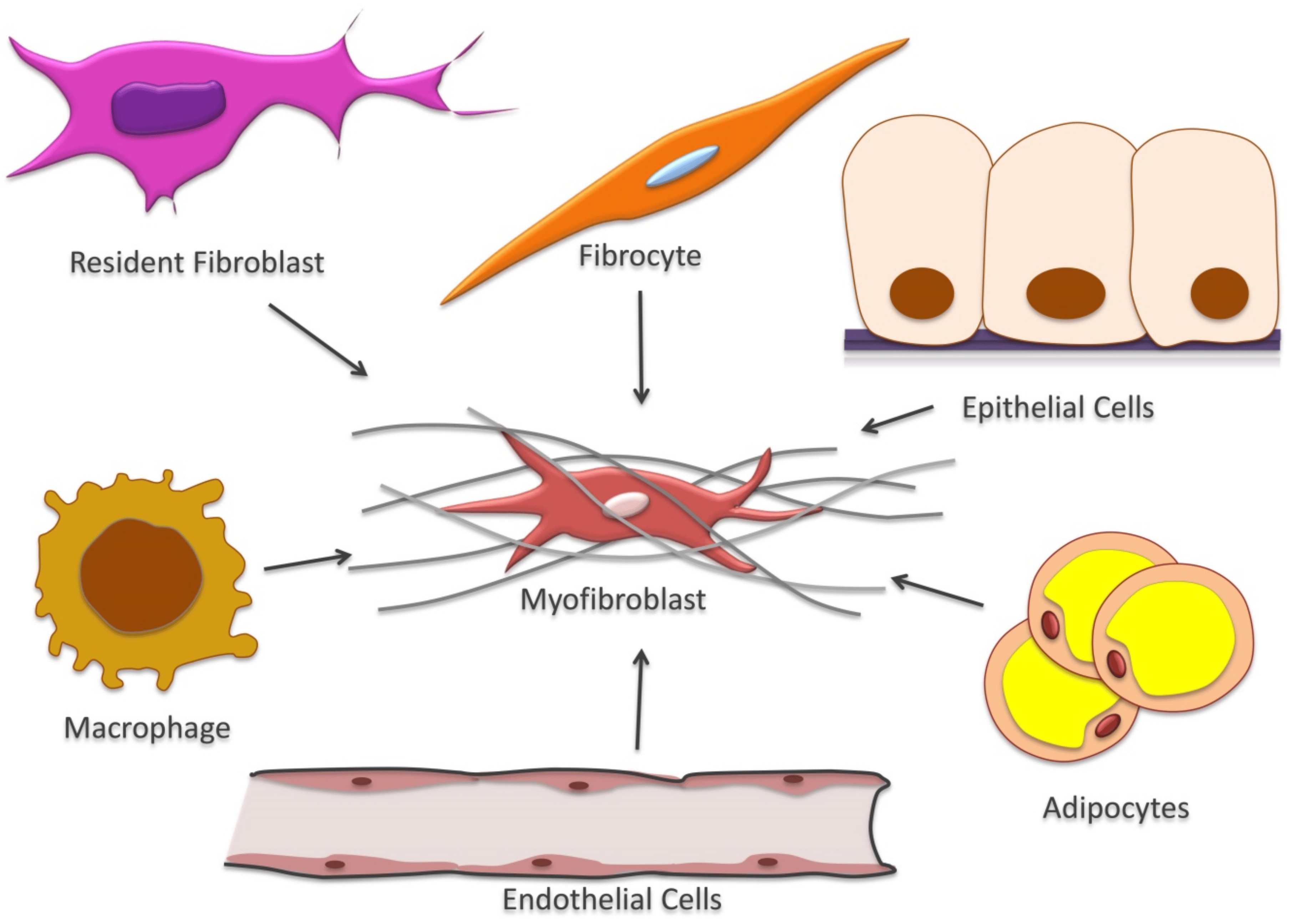
Myofibroblasten kunnen ontstaan uit diverse celpopulaties, zoals residente fibroblasten, fibrocyten, adipocyten, monocyten, mesenchymcellen en epitheel-endotheelcellen.

Myofibroblasten zijn een celtype dat voor het eerst in 1971 in granulatieweefsel werd geïdentificeerd met behulp van elektronenmicroscopie. Ze komen ook voor als pericyten in de wanden van de haarvaten, in de stroma van de schors van de eierstok, in de tunica albuginea van de teelbal en in het ligamentum parodontale. Ook komen ze voor in het stroma van tumoren en ze bekleden ook het maag-darmkanaal, waar ze de vorming van darmcrypten (gespecialiseerde klieren) en darmvlokken reguleren. Myofibroblasten zijn een tussenvorm tussen gladde spiercellen en fibroblasten en bevatten contractiele microfilament- en myofibrillen, evenals een hoge endogene productie van collageen. Myofibroblasten hebben het vermogen om samen te trekken, maar in tegenstelling tot gladde spiercellen worden ze niet omgeven door een basaal membraan.
Myofibroblasten hebben langwerpige cellichamen en talrijke cytoplasmatische uitsteeksels, waardoor de cellen soms een stervormig uiterlijk krijgen. Ze staan in contact met naburige cellen via zonula adhaerens en gap junctions. De intracellulaire microfilamenten liggen parallel aan de overlangse as van de cel en vertonen dichte lichamen. Ze zijn verbonden met de rijkelijk aanwezige extracellulaire matrix via cel-stroma-contactpunten. Er is continuïteit tussen intracellulaire microfilamenten en extracellulaire fibronectinevezels via een transmembraancomplex (fibronexus). De celkern van de myofibroblasten vertoont diepe inkepingen.

## Ontstaan

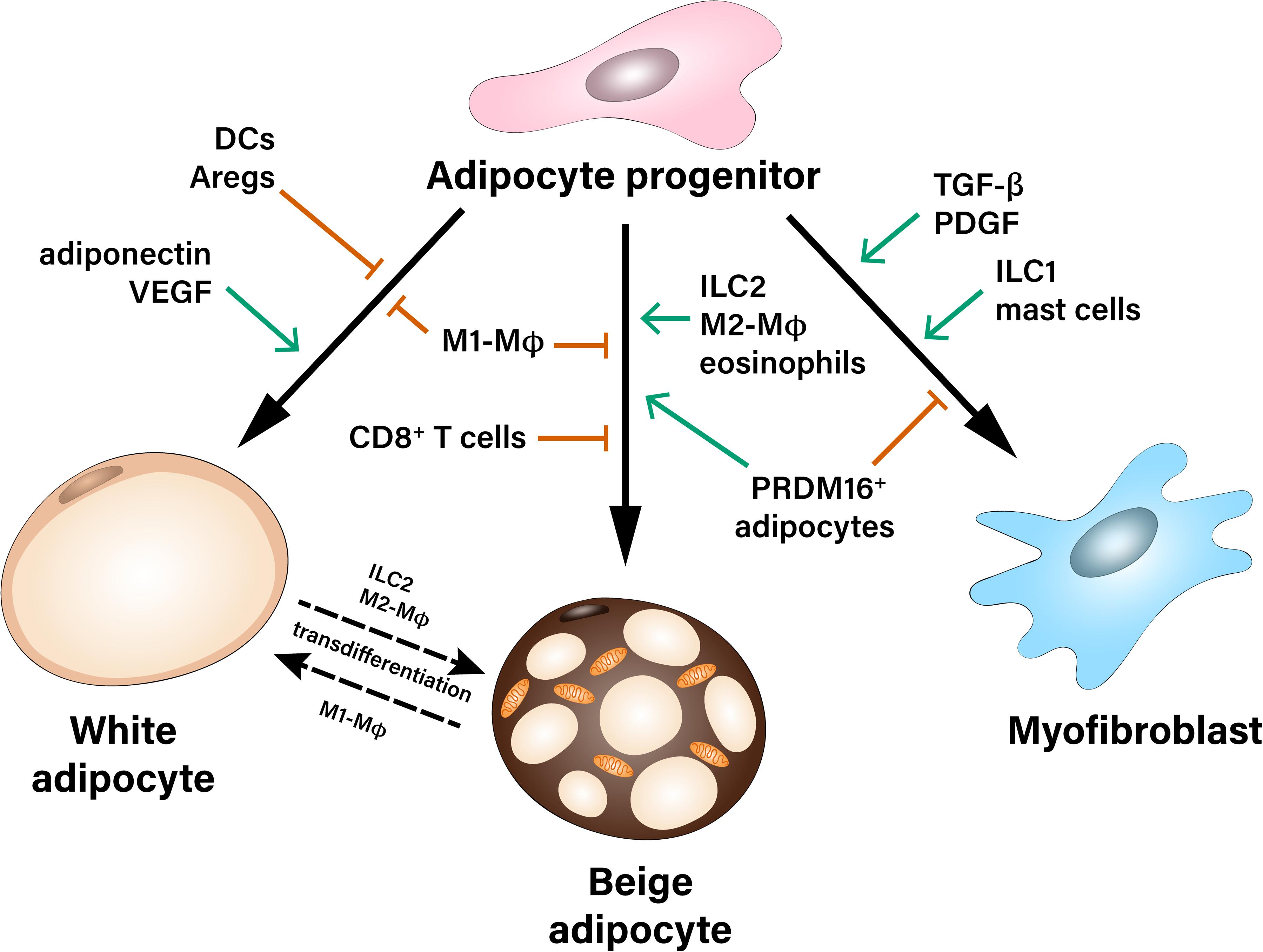
Van voorloper adipocyt naar myofibroblast

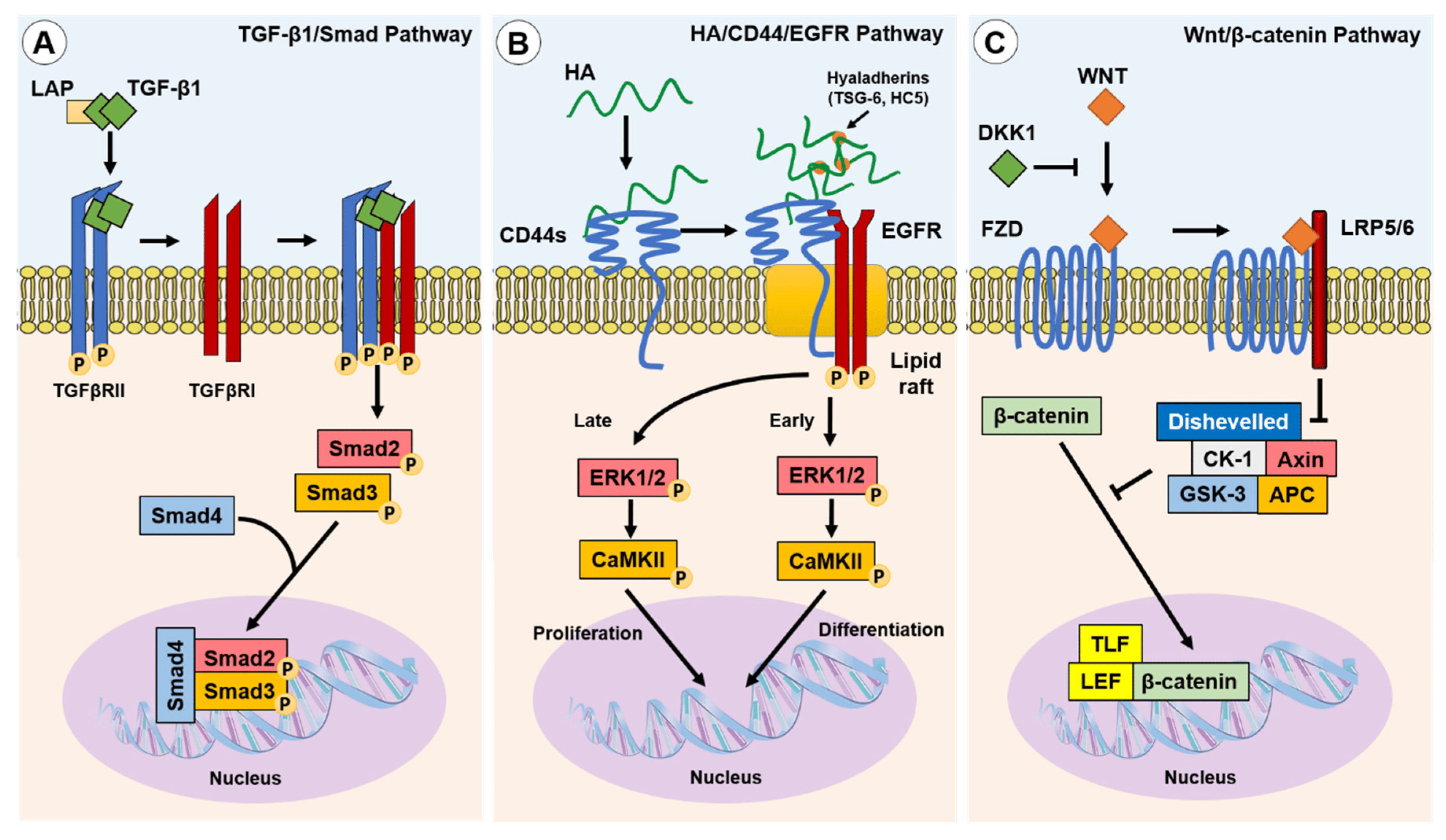
Canonieke en niet-canonieke paden betrokken bij fibroblast-myofibroblastdifferentiatie

Er zijn veel mogelijke manieren voor het ontstaan van myofibroblasten:
- Gedeeltelijke gladde spierdifferentiatie van een fibroblastcel
- Activering van een stervormige cel (bijv. hepatische Ito-cellen of pancreasstervormige cellen).
- Verlies van contractiel fenotype (of verwerving van "synthetisch fenotype") van een gladde spiercel.
- Directe myofibroblastische differentiatie van een voorlopercel in een stromaweefsel.
- De weg terug gaan en rekrutering van een circulerende mesenchymale voorlopercel die direct kan differentiëren zoals hierboven of indirect kan differentiëren via de andere celtypen als tussenproducten.
- Epitheliale-mesenchymale overgang (EMT) van een epitheliale cel.
- Bij low level lasertherapie kunnen fibroblasten transformeren in myofibroblasten.

Pericyten en renale mesangiale cellen zijn enkele voorbeelden van gemodificeerde myofibroblast-achtige cellen.
Misschien wel het meest bestudeerde pad van myofibroblastvorming is TGF-beta1-afhankelijke differentiatie van fibroblastcellen. Activering van de TGF-β receptor 1 en TGF-β receptor 2 leidt tot inductie van het canonieke SMAD2/SMAD3-pad. Samen met de co-activering van het niet-canonieke EGFR-pad leiden deze gebeurtenissen tot upregulatie van het ACTA2-gen en daaropvolgende alfa gladde spier actine proteïne productie. Verschillende regulatoren van het myofibroblast differentiatie pad zijn beschreven, waaronder hyaluronan en CD44 co-receptor activering van EGFR.
|  |  |

## Functie

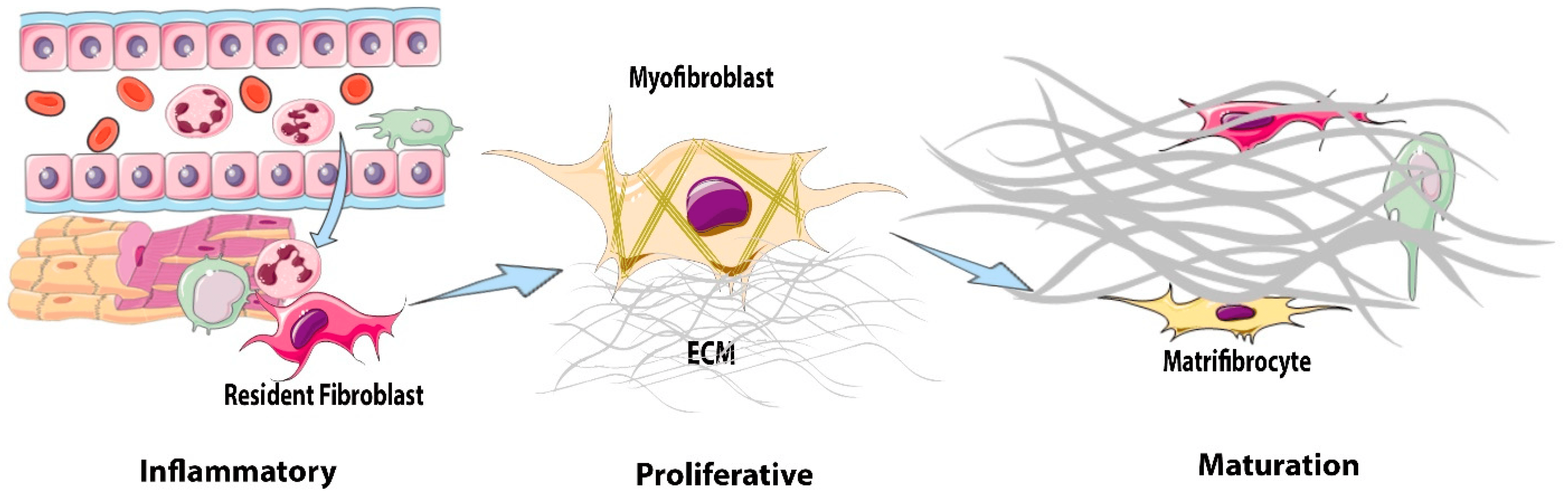
Fenotypische overgangen van cardiale fibroblasten bij een hartinfarct.

Myofibroblasten spelen een belangrijke rol bij de plasticiteit, migratie en beweeglijkheid van cellen in bindweefsel. In veel organen zoals lever, longen en nieren zijn ze voornamelijk betrokken bij fibrose. In wondweefsel ontstaan myofibroblasten meestal uit fibroblasten die door geactiveerde macrofagen tot deling worden aangezet. Deze myofibroblasten migreren met de macrofagen naar het wondgebied waar ze betrokken zijn bij wondversterking door extracellulaire collageenvezelafzetting en vervolgens wondcontractie door intracellulaire contractie en gelijktijdige uitlijning van de collageenvezels door integrine-gemedieerde trekkracht op de collageenbundels. De productie van collageen herstelt de integriteit van het weefsel en leidt tot littekenvorming. Verminderde activering van myofibroblasten leidt tot onvoldoende wondgenezing. De langdurige werking van te veel myofibroblasten leidt daarentegen tot uitgesproken littekenvernauwingen en fibrose en kan zo de orgaanfunctie aantasten.
Tijdens de proliferatieve fase van hartinfarctgenezing prolifereren residente cardiale fibroblasten en ondergaan myofibroblastconversie, waarbij α-gladde spieractine (ACTA2) wordt opgenomen in cytoskeletale stressvezels. Myofibroblasten zijn de belangrijkste matrix-synthetische cellen bij een hartinfarct en produceren zowel structurele als matricellulaire extracellulaire matrix eiwitten. Tijdens de vorming van littekens worden stressvezels in fibroblasten afgebroken en omgezet in matrifibrocyten. Dit zijn gespecialiseerde cellen die mogelijk een rol spelen bij het onderhoud van littekens.
Zodra de genezing voltooid is, ondergaan de myofibroblasten apoptose. Er wordt aangenomen dat verschillende fibrotische ziekten (bijvoorbeeld levercirrose, nierfibrose, retroperitoneale fibrose) het gevolg zijn van het feit dat deze cellen niet in staat zijn om apoptose te ondergaan. Dit leidt tot het voortbestaan van myofibroblasten en bijgevolg tot uitzetting van de extracellulaire matrix (fibrose) en samentrekking. Op dezelfde manier kunnen myofibroblasten in wonden die niet goed genezen en keloïden of hypertrofische littekens worden, blijven bestaan in plaats van dat ze door apoptose verdwijnen.
Myofibroblasten kunnen de voortplanting van elektrische signalen die de hartslag regelen, verstoren, wat leidt tot hartritmestoornis bij zowel volwassen patiënten die een  hartinfarct hebben gehad als bij foetussen. Ursodiol is een veelbelovend medicijn voor deze aandoening.

## Klinische betekenis
Er wordt een abnormaal hoog aantal myofibroblasten gevonden:
- bij de ziekte van Dupuytren in de krom getrokken streng.[13]
- in het gewrichtskapsel bij een frozen shoulder. Fibroblasten van het schouderkapsel vormen onder invloed van cytokinen en groeifactoren myofibroblasten.[14]
- bij systemische sclerodermie komen myofibroblasten voor in de verschillende organen die kunnen worden aangetast door systemische sclerodermie. Daarnaast kunnen organen zoals de nieren, darmen en hartspierweefse ook worden aangetast door myofibroblast-gedreven fibrose bij systemische sclerodermie.[15]